# حبیب‌الله آشوری

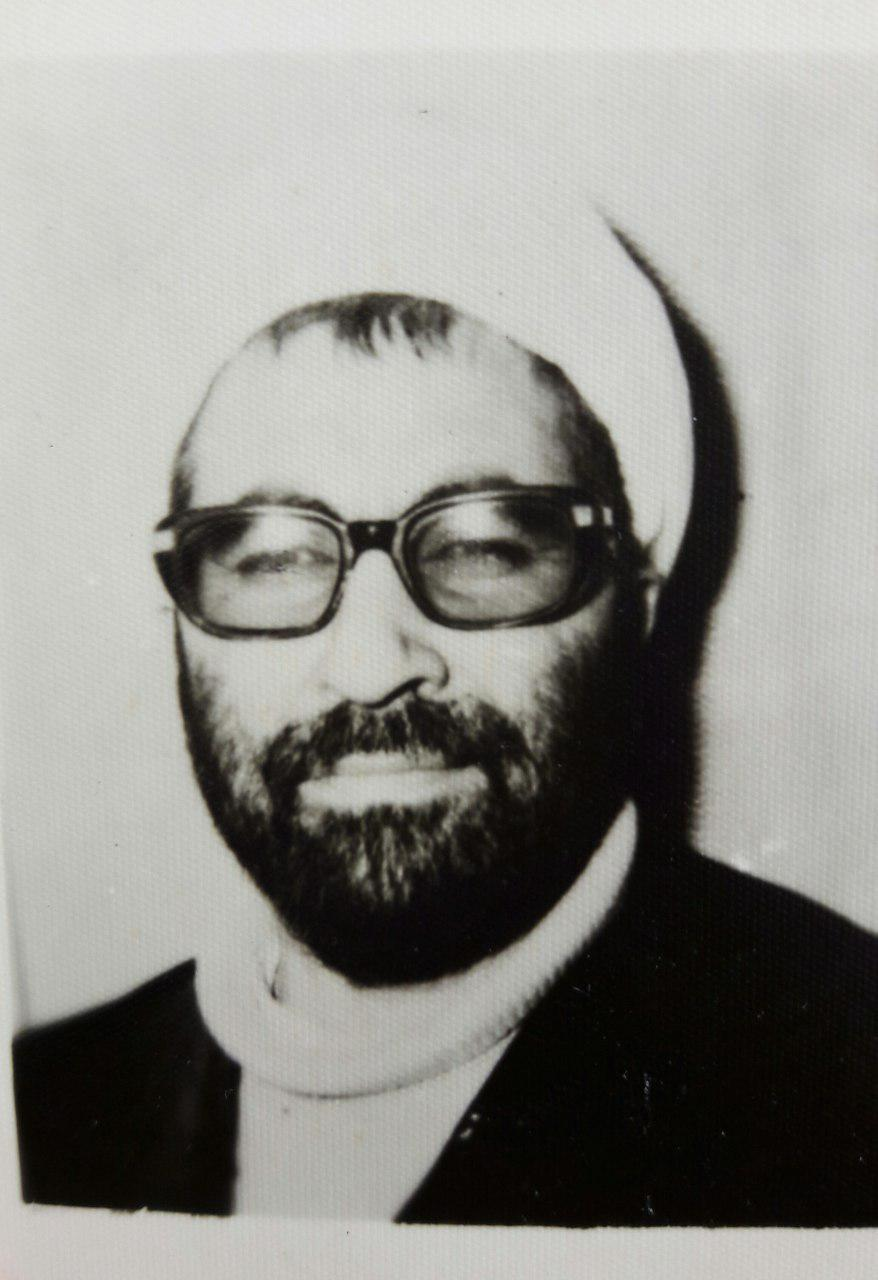
تصویری با لباس روحانیت

حبیب‌الله آشوری (زاده ۱۳۱۵، گناباد – ۲۸ شهریور ۱۳۶۰، تهران)، جزو روحانیان مخالف حکومت پهلوی در مشهد بود.
آشوری، اهل ساده‌زیستی و عرفان بود که پس از آغاز درگیری مسلحانه میان جمهوری اسلامی و سازمان مجاهدین خلق، به همراه ۸۰ تن دیگر در زندان اوین اعدام شد. آشوری برخلاف تصور، وابسته به مجاهدین یا گروه فرقان نبود و اساساً با ترور هم مخالف بود.

## کتاب توحید
پاییز سال ۵۷ که بندهای زندان می‌رفت تا کم‌کم از هم بگسلد، حبیب‌الله آشوری با شناسنامه جعلی و با کت و شلوار به ملاقات زندانیان در زندان وکیل‌آباد مشهد آمد. وی نزد زندانیان سیاسی و دانشجویان بسیار محبوب بود و این، سران حوزۀ علمیه را آزار می‌داد. آشوری به دلیل انتشار کتابی به نام توحید، از سوی برخی از فقیهان، تکفیر شد.
احمد قابل در نامه خود به علی خامنه‌ای که در سالهای اخیر انتشار یافت از اینکه وی در برابر اعدام آشوری سکوت کرد، از او انتقاد می‌کند و می‌گوید: 
«در هنگامه محاکمه و اعدام دوست و همراه و همفکر سابق شما، شیخ حبیب‌الله آشوری به اتهام ارتداد سکوت کردید و شاهد جان باختن فردی شدید که به جرم انتشار کتاب «توحید» و اصرار و شهادت آقایان شیخ ابوالقاسم خزعلی (عضو سابق شورای نگهبان) و شیخ محمدتقی مصباح یزدی مبنی بر کفرآمیز بودن مطالب و مرتد بودن نویسندهٔ آن کتاب اعدام شد».

قابل همچنین خامنه‌ای را در شهادتی بی‌سابقه متهم می‌کند که خود مدعی مالکیت و تألیف کتاب توحید بوده‌است: 
وجدان شما بهتر از هرکسی گواهی می‌دهد که در جلسات متعدد و تلاش‌های مکرر و ناموفق دوستان مشهدی و خراسانی برای آشتی دادن شما با مرحوم آشوری (پیش از پیروزی انقلاب)، سخن اصلی شما این بود که «مطالب کتاب توحید از من است که این آقا به نام خودش چاپ کرده‌است». شگفت‌انگیز نیست که از دو نفر با یک دیدگاه، یکی اعدام شود و دیگری تکریم؟ یکی شایستهٔ گور باشد و دیگری شایستهٔ رهبری نظام اسلامی.

## دستگیری و اعدام

اسامی اعدام شدگان ۲۸ شهریور ۱۳۶۰ در اوین

آشوری در یازدهم آبان ۵۹، در محوطه مجلس شورای اسلامی، توسط یکی از نمایندگان مجلس از مشهد بنام عبدالحمید دیالمه، شناسایی و توسط پاسداران دستگیر شد. این دستگیری اعتراض برخی از شخصیتها و گروه‌ها را برانگیخت، اما قدوسی، که حکم دستگیری آشوری را صادر کرده بود، او را به زندان اوین فرستاد.
به گفتهٔ مهدی خزعلی (که پدرش ابوالقاسم خزعلی از جمله کسانی بود که به ارتداد آشوری اعتقاد داشت) اسدالله لاجوردی با دریافت فتوایی از ابوالقاسم خزعلی و مصباح یزدی، وی را اعدام کرده‌است؛ گرچه او مدعی است که فقیهان مورد نظر، خبر نداشتند و غرض لاجوردی از استفتا از آن‌ها، اعدام وی است.
خبر اعدام حبیب‌الله آشوری در روزنامه جمهوری اسلامی شماره ۶۶۵ تاریخ دوشنبه ۳۰ شهریور ۱۳۶۰ و روزنامه اطلاعات شماره ۱۶۵۳۰ تاریخ یکشنبه ۲۹ شهریور ۱۳۶۰ درج شده‌است. در اطلاعیه روابط عمومی دادستانی انقلاب مرکز مندرج در روزنامه آمده‌است که حکم اعدام ۵۰ نفر از هواداران مجاهدین در محوطه زندان اوین به مورد اجرا گذاشته شد.